# Campoctonus belfragei
Campoctonus belfragei är en stekelart som först beskrevs av William Harris Ashmead 1890.  Campoctonus belfragei ingår i släktet Campoctonus och familjen brokparasitsteklar. Inga underarter finns listade.